# Usingen
Usingen är en stad i förbundslandet Hessen i Tyskland, belägen vid floden Usa, och var huvudstad i Nassau-Usingen.